# Массовое убийство в Клечке
Массовое убийство в Клечке (серб. Масакр у Клечки, алб. Masakra e Kleçkës) 22 гражданских сербов членами Армии освобождения Косова произошло в июле 1998 года.
Зимой 1998 года АОК начала вооружённую борьбу за независимость югославского автономного края Косово и Метохия, атакуя полицейские патрули и мирных жителей. Одной из баз АОК в крае был лагерь в селе Клечка, где проходила подготовка новобранцев и находился склад оружия.
После поражения в бою за Ораховац 22 июля 1998 года члены АОК разместили в Клечке похищенных в городе 43 гражданских сербов. Кроме них там находились плененные сотрудники югославского МВД. В лагере они подвергались пыткам, а женщины были изнасилованы. В конце июля 22 гражданских серба были казнены, а их тела сожгли в печи для извести.
После полицейских операций в районе Малишева Клечку заняли силы югославского МВД, обнаружившие останки казненных. 28 августа 1998 года посетившим село журналистам пресс-секретарь МВД показал лагерь АОК и место сожжения тел. В свою очередь представители АОК заявили, что речь идет об устроенной югославскими силовиками фальсификации.
В 2001 году югославский суд в Нише осудил Люана и Бекима Мазреку на 20 лет тюремного заключения каждого за терроризм. Согласно приговору суда, осужденные лично участвовали в казнях в Клечке в конце июля 1998 года. Верховный суд Сербии отменил этот приговор, а братья Мазреку были пущены на свободу и, позднее, отказались явиться на новый суд по этому делу.
В 2012 судебные органы частично признанной Республики Косово начали расследование убийств в Клечке. Обвинение было выдвинуто против десяти косовских албанцев, в том числе против Фатмира Лимая — одного из командиров АОК в этой части Косова. Показания против Лимая дал бывший начальник лагеря в Клечке Агим Зогай. По его словам, приказ казнить сербов отдавал лично Лимай, а кроме них в лагере содержались и албанцы, в том числе члены АОК, которых Лимай подозревал в лояльности югославским властям или в работе на них. После длительного расследования суд вынес вердикт, согласно которому, Лимай и другие обвиненные не несли ответственности за убийства в Клечке. 24 мая 2017 году Верховный суд в Приштине подтвердил первоначальный приговор.